# ボールブローク城
ボールブローク城（ボールブロークじょう、Bolebroke Castle）は、イングランドのイースト・サセックス州ハートフィールドの村の北側に位置している15世紀の城館、ハンティング・ロッジ (hunting lodge)。ハンティング・ロッジは、「狩猟小屋」の意であるが、貴族などの別荘を指し、「山荘」などと訳されることのあるドイツ語のヤークトシュロスに相当する概念である。この建物は1953年に指定建造物グレードII*に指定されている。
内部は有料で公開されており、宿泊施設としてもサービスが提供されている。
建設されたのは、1480年頃である。ヘンリー8世は、ここに近いアッシュダウンの森で野生のイノシシやシカの狩猟をおこなう際にボールブロークに滞在したと言われている。当地は、ヒーバー城から5マイル (8.0 km)ほどしか離れておらず、アン・ブーリンを口説いたおもな場所であったと考えられている。
この建物は、2008年の映画『ブーリン家の姉妹 (The Other Boleyn Girl)』のロケーション撮影に使用された。

## ボールブローク城ミニチュア鉄道
敷地内には、ボールブローク城ミニチュア鉄道 (Bolebroke Castle Miniature Railway) が設けられていた。
ボールブローク城ミニチュア鉄道は、ボールブローク・キャッスル・アンド・レイクス鉄道 (Bolebroke Castle and Lakes Railway, BC&LR) ともいう 7+1⁄4インチ (180 mm) の鉄道で、ボールブローク城の敷地内を走っていた。全長はおよそ 2+1⁄2マイル (4.0 km) あったが、一般客に公開されていたのはその一部だけであった。2012年に所有者が死去したために閉鎖された。残された関連施設や設備は、ボランティアや新たな所有者たちに分配された。
北緯51度07分10秒 東経0度06分24秒 / 北緯51.11944度 東経0.10667度